# Annie Burton
Annie L. Burton (prop del 1858 – ?) va ser una escriptora negra estatunidenca que el 1909 va escriure la seva autobiografia, Memories of Childhood's Slavery Days. La seva data de mort és incerta.

## Vida
Annie Burton va néixer essent esclava en una plantació propera a Clayton, Alabama i fou alliberada per l'exèrcit de la Unió quan era una nena. El seu pare era un home blanc de Liverpool, Anglaterra, que tenia una plantació propera i morí a Lewisville, Alabama el 1875.
El 1879 va emigrar al nord dels Estats Units després de la Guerra Civil dels Estats Units. Va viure a Boston i a Nova York, a on va sobreviure treballant de cuinera i de bugadera. En la seva autobiografia, publicada el 1909, Burton relata que el final de l'esclavitud, pels afroamericans, no és només un moment per a començar una nova vida, si no també un temps per redefinir les seves vides: "Burton's Memories of Childhood's Slavery Days" no només detalla el pas físic de l'esclavitud a la llibertat d'una dona, sinó també des del rol de proscrit a la creació d'una nova identitat d'un mateix."